# Brycon polylepis
Brycon polylepis är en fiskart som beskrevs av Mosco Morales, 1988. Brycon polylepis ingår i släktet Brycon och familjen Characidae. IUCN kategoriserar arten globalt som livskraftig. Inga underarter finns listade.